# 離宮院跡

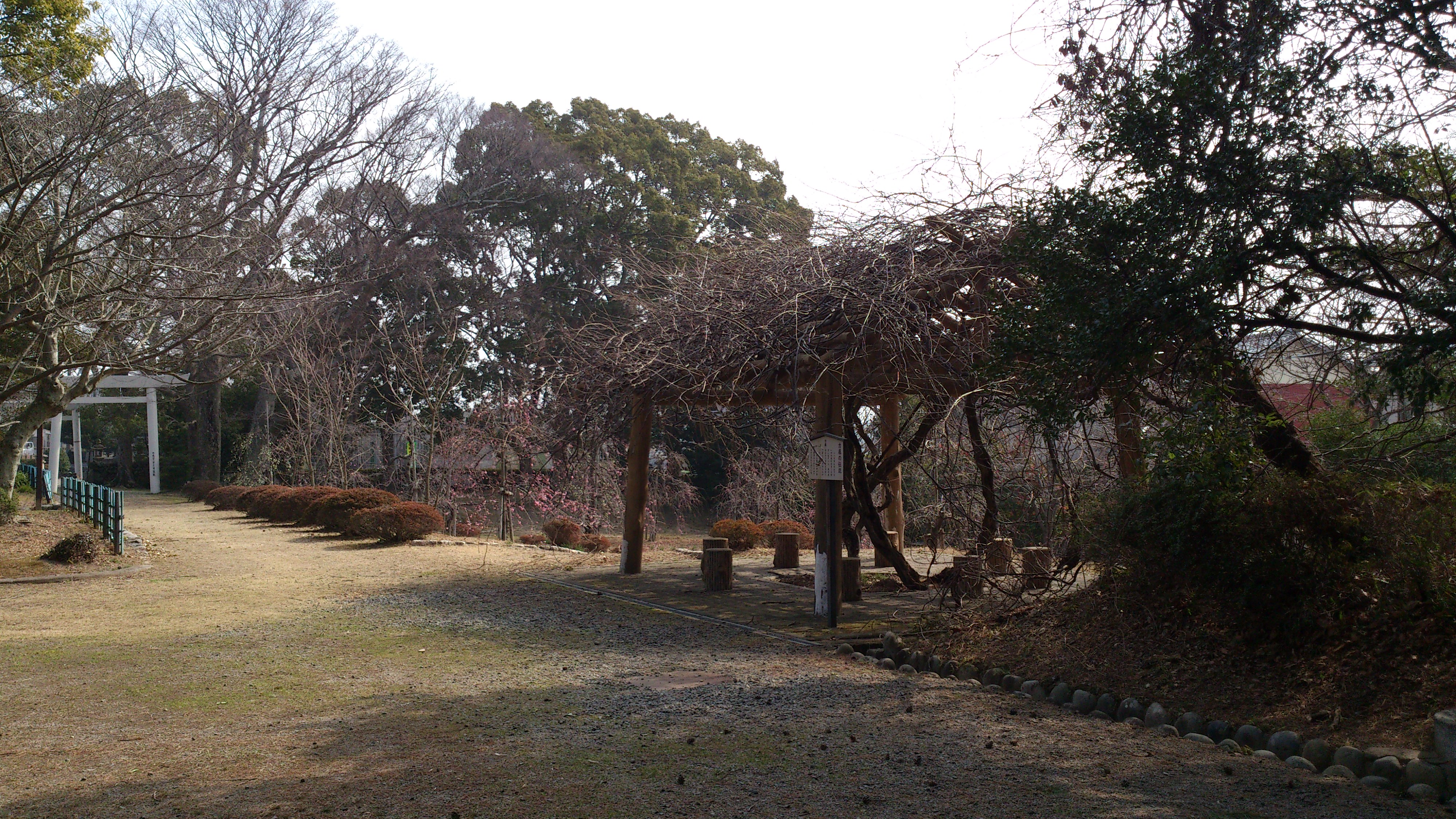
離宮院公園

離宮院跡（りきゅういんあと）は、三重県伊勢市小俣町本町にある、伊勢神宮斎宮の離宮のあった場所である。1924年（大正13年）に国の史跡に指定されている。

## 概要
斎宮の斎館および勅使の宿舎、ならびに神宮司・諸司の官舎駅馬院などがあった。大神宮の御厨も構内に含まれていた。
元は山田原沼木郷高河原（現在の伊勢市宮後、月夜見宮のあたり）にあったが、水害によって延暦16年8月この地（湯田郷宇羽西村、現在の伊勢市小俣町）に移転させられた。天長元年に多気の斎宮が不便なために離宮院を斎宮にあてたことがあった。鎌倉時代以降、斎宮寮の廃絶によって次第に荒廃した。
参宮線宮川駅の設置により破壊されたが、当時の遺阯である土居の痕跡が残存していた。

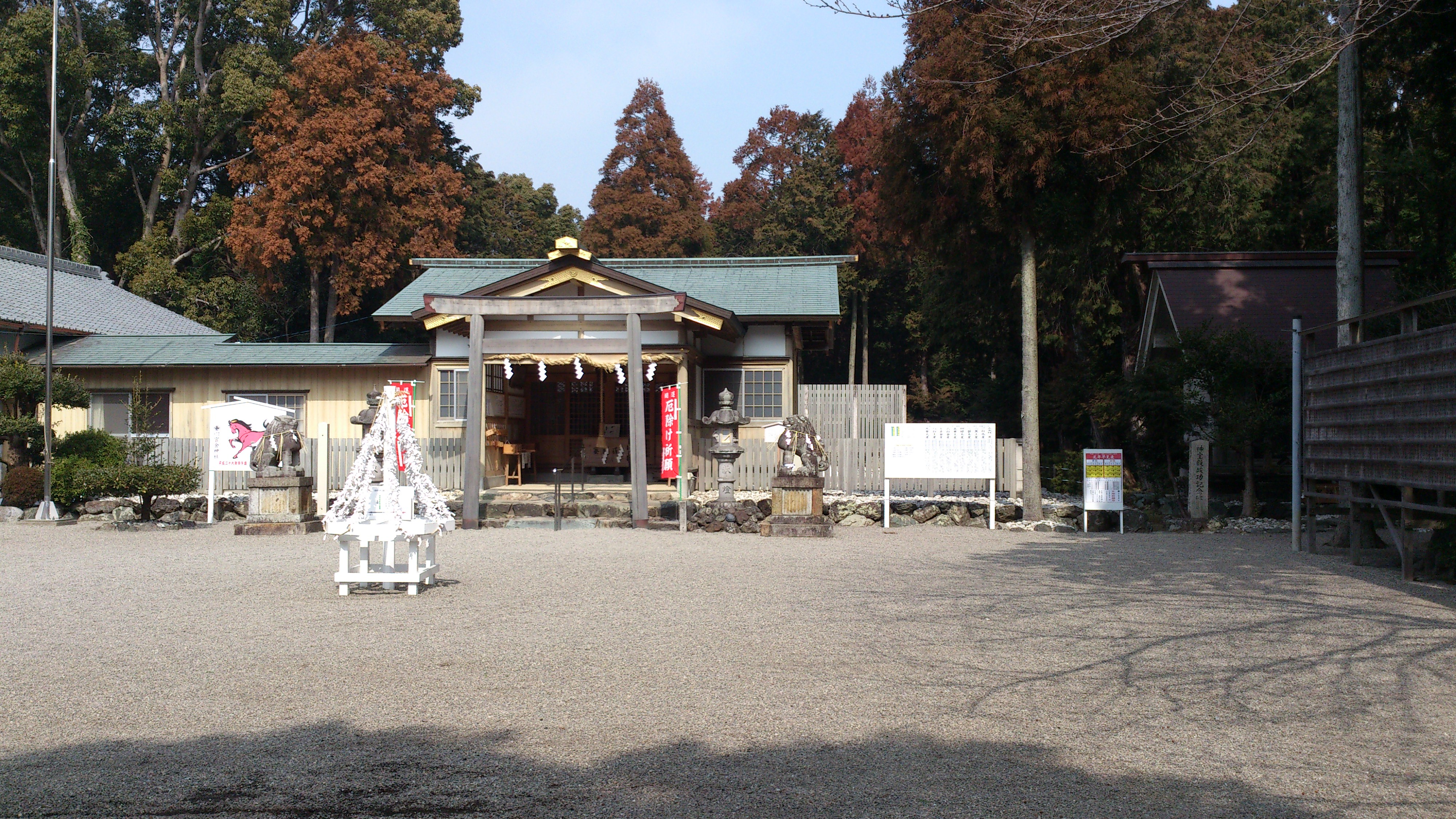
官舎神社

隣設して官舎の鎮護神である官舎神社（延喜式内社）があり、同神社は離宮院阯の所有者でもある。
824年から839年までの15年に渡って斎宮がこの地に移転された。800年頃には、斎宮は行政部門を持った500名を抱える一大官庁街となっていたが、ここにあった大神宮司とあわせて、東西900m南北400mの大規模なものであったという。当時の役所群は、現在の宮川駅から外城田川に渡る小俣町中心域に拡がっていた。

## 沿革
- 797年（延暦16年）　離宮院を沼木郷高河原から湯田郷宇羽西村に移転する。
- 824年（天長元年）　離宮院を斎宮とする。
- 839年（承和6年）　火災に遭い全焼、斎宮を多気に戻す。
  - その後数年にして離宮院を再建したが、斎宮がこの地に戻ることは無かった。
- 1102年（康和4年）　放火により焼失。